# Natendorf
Natendorf é um município da Alemanha localizado no distrito de Uelzen, estado da Baixa Saxônia.
Pertence ao Samtgemeinde de Altes Amt Ebstorf.